# NGC 7707
NGC 7707 ist eine Elliptische Galaxie vom Hubble-Typ E/S0 im Sternbild Andromeda am Nordsternhimmel. Sie ist schätzungsweise 257 Millionen Lichtjahre von der Milchstraße entfernt und hat einen Durchmesser von etwa 95.000 Lj.
Das Objekt wurde am 24. Oktober 1786 von Wilhelm Herschel entdeckt.